# 鬚喉盤魚
鬚喉盤魚（學名：Gobiesox papillifer），為輻鰭魚綱喉盤魚目喉盤魚科喉盤魚屬的其中一種，分布於中東太平洋區，從美國加州南部至巴拿馬灣海域，深度0至5公尺，本魚呈蝌蚪形，頭寬，凹陷，頭部乳突發達，裂片狀，沿上唇緣排列，上唇上方吻端無乳突，上唇寬，前部比兩側寬得多，後鼻孔位於眼前緣上方，前鼻孔有大的2裂瓣，上頜各具一排不規則的尖齒，外側有一排不規則的牙齒，後方有一排不規則的牙齒，犬齒位於側面；下顎牙齒2排，外側一排較大，後部有一排大犬齒，體不被鱗，覆有粘液層，頭部側線發達，身體上側線不明顯，腹鰭喉位，與周圍的皮褶特化成一吸盤，背鰭鰭條18枚、臀鰭鰭條10枚、胸鰭鰭條23枚、尾鰭鰭條12枚，背部和兩側呈黑色，前側有網狀線條環繞黃色斑點，3條深色橫帶從眼部向下放射狀排列，背部、尾部和臀鰭呈暗色，邊緣為窄白色，有時邊緣為淺色，邊緣為深色，體長可達5.7公分，屬底棲性魚類，生活在潮間帶，生活習性不明。